# José de Jesús González
José de Jesús González Muñoz (* 19. November 1998 in Tepatitlán de Morelos, Jalisco), auch bekannt unter dem Spitznamen Tepa (nach dem Kurznamen seines Geburtsortes), ist ein mexikanischer Fußballspieler auf der Position eines Stürmers.

## Leben
Der aus dem Nachwuchs des Club Deportivo Guadalajara hervorgegangene „Tepa“ González erhielt bei seinem Ausbildungsverein im Jahr 2018 einen Profivertrag und wurde zunächst für eine Spielzeit (2018/19) an den spanischen Viertligisten Club Deportivo Tudelano ausgeliehen. Nach seiner Rückkehr in die Heimat debütierte González am 17. August 2019 in der ersten Mannschaft des CD Guadalajara, als diese in der Liga MX beim Club León antrat und mit 3:4 verlor. Es blieb sein zunächst einziger Einsatz in der höchsten mexikanischen Spielklasse. Um weitere Spielpraxis zu sammeln, wurde González in den Jahren 2020 und 2021 an den in der zweiten Liga spielenden Stadtrivalen Leones Negros ausgeliehen. Anfang 2022 folgte die Abgabe an das vereinseigene Farmteam Club Deportivo Tapatío, bei dem González bis Anfang Juli 2022 spielte und seither zum Kader der ersten Mannschaft gehört. Bis Ende Juli 2022 kam González zu vier weiteren Einsätzen in der höchsten mexikanischen Spielklasse und am 16. Juli 2022 erzielte er seinen ersten Treffer zur 1:0-Führung im Auswärtsspiel bei Santos Laguna, das 1:1 endete.